# ميس النوباني
ميس النوباني (3 ديسمبر 1987-) إعلامية أردنية

## حياتها
والدها الفنان زهير النوباني وهي أخت لشقيقين (ليث وغيث)،والدتها السيدة مها الخليلي
درست في مدرسة «المنهل العالمية» في «الجبيهة»،وكانت في الفرع الأدبي.
التحقت بالجامعة الاردنية ودرست تخصص لغات حديثة، الإنجليزية والإسبانية كما حصلت على كورسات في اللغة الفرنسية، اليابانية والايطالية 

### حياتها الأسرية
تزوجت في 22 أغسطس2013 من واثق السفاريني في أكتوبر عام 2015 رزقت بابنها شهم ًفي يوليو 2021 رزقت بابنتها «ياسمين»

## مشوارها المهني
بداية عملت في قناة الغد التي لم تر النور وتدربتُ في القسم الاقتصادي وكانت تقرأ نشرات الاخبار الاقتصادية عام 2011 انتقلت للعمل في قناةرؤيا،لتقديم البرنامج الصباحي «دنيا يا دنيا» وهو برنامج منوّع واجتماعي وفني قدمته طيله سبعة سنوات
كما قدمت عام 2014 برنامج المواهب نجم الأردن بموسمه الأول
في ديسمبر 2017 انتقلت لإعداد وتقديم برنامج «حلوة يا دنيا» خلفاً للاعلامية رهف صوالحة بعدما طلبت منها إدارة المحطة الانتقال لتقديمه بمشاركة زميلها فؤاد الكرشة

## البرامج التي قدمتها
| البرنامج                  | عرض على | العام     |
| ------------------------- | ------- | --------- |
| دنيا يا دنيا              | رؤيا    | 2011-2017 |
| نجم الأردن (الموسم الأول) | رؤيا    | 2014-2015 |
| حلوة يا دنيا              | رؤيا    | 2017-     |

## الجوائز
- الأردن:تكريم من سمو الأميرة ريم علي ضمن مهرجان المرأة العربية 2018